# 平川均
平川 均（ひらかわ ひとし、1948年（昭和23年） - ）は、日本の経済学者。名古屋大学名誉教授。冲永賞受賞。元国際アジア共同体学会理事長。

## 略歴
1948年、愛知県生まれ。1980年3月、明治大学大学院経営学研究科博士課程単位取得、長崎県立国際経済大学経済学部助教授、茨城大学人文学部教授、東京経済大学経済学部教授など歴任。1988年冲永賞受賞。1996年3月、博士（経済学）（京都大学）。
2000年10月に名古屋大学大学院経済学研究科附属経済動態研究センター教授に就任。2003年から名古屋大学大学院経済学研究科附属国際経済動態研究センター長。2013年に同大学退官し、名古屋大学名誉教授。のち、国士舘大学大学院グローバルアジア研究科グローバルアジア研究専攻（博士課程）教授などを務めた。

## 受賞歴
- 冲永賞